# 페간킹
《페간킹》(라트비아어: Nameja gredzens, 영어: The Pagan King)은 2018년에 개봉한 영국, 라트비아의 영화이다.

## 캐스팅
주연
- 에드빈 엔드레 : 나메이 역
- 제임스 블루어 : 맥스 역
- 아이스테 디르지우테 : 라우가 역

조연
- 이보 마틴슨스 : 발디스 역
- 다이니스 그루브 : 피토 역